# Joan Borràs Casanova
Joan Borràs Casanova (l'Olleria, 1909 - València, 15 de novembre de 1987) fou un pintor i cartellista valencià de començaments del segle xx. Lluny de l'estil paisatgista i lluminós de l'època, va practicar una pintura que recollia els problemes socials de la seva època, una preocupació que el va fer implicar-se políticament amb la seva obra quan va començar la guerra civil espanyola i va estar col·laborant amb la CNT.
Tot i haver nascut a l'Olleria, els seus pares es varen traslladar a València quan només tenia dos anys i fou en aquesta ciutat on va realitzar els seus estudis i on va residir bona part de la seva vida.
Tot i l'oposició dels seus pares per la seva afecció al dibuix, l'inscriuen a l'acadèmia Fuster de dibuix als deu anys. Després de dos anys, va seguir estudis a l'Escola d'Arts i Oficis, d'on passà a les classes de l'Acadèmia de Belles Arts de Sant Carles de València.
Va optar per una beca a Roma que no va obtenir, però sí un premi de 250 pessetes que li va permetre marxar a Madrid quan tenia dinou anys per a estudiar a l'Acadèmia de Belles Arts de San Fernando amb José Garnelo i Alda com a mestre i n'era deixeble de Manuel Benedito Vives i Julio Romero de Torres. A la capital d'Espanya fa retrats per sobreviure. També fa una curta estada a Oviedo, on produeix catorze retrats, alguns de mida natural. Va començar a exposar en col·lectives el 1932 al Saló d'Heraldo de Madrid.
En aquesta ciutat, de la mà de Marià Benlliure, fa la seva primera exposició individual al Círculo de Bellas Artes el 1934.
Aquell mateix any 1934, va tornar a la seva terra i va participar en una exposició col·lectiva a la II Exposició Regional de Belles Arts, al Cercle de Belles Arts de València, juntament amb Joaquim Sorolla, Josep Segrelles i Daniel Sabater, entre d'altres. El novembre de 1934 formà part d'una altra col·lectiva, la «II Exposició Col·lectiva d'Acció d'Art», amb Eduard Muñoz, Teresa Pascual i altres.
Només uns mesos més tard, el 1935, fa una exposició monogràfica a Acció d'Art amb trenta-dues obres noves, una mostra de la seva fecunditat productiva.
El 1936 va tornar a exposar a les sales d'Acció d'Art a València en una nostra de bodegons juntament amb Josep Benlliure, Maria Lluïsa Palop, Rafael Estellés Bartual, Julio Peris Brell, Manuela Ballester i Teresa Pascual, entre d'altres.
Durant la guerra civil començà a treballar per la CNT fent cartells propagandístics. Després de la guerra va marxar a Sud-amèrica fins al 1959 que retornà a València, on s'instal·là definitivament.
L'any 1937 es van incloure obres seves al Pavelló de la República de l'Exposició Universal de París (1937), al costat de l'emblemàtic Guernica de Picasso.
Amb el triomf del bàndol feixista, va malviure fins al 1950, quan es va traslladar a Montevideo (Uruguai). A partir de 1952 es va traslladar a viure a Buenos Aires (Argentina) fins al 1960, quan decideix retornar a València. En la seva estada americana va fer una pintura d'influència onírica que tingué molt bona acollida.
Joan Borràs Casanova va morir el 15 de novembre de 1987 a València.
Entre el 27 de febrer de 1991 i el 15 de febrer de 1992 una exposició antològica itinerant va mostrar els seus quadres per diferents indrets de la Península.

## Obra
És autor, entre moltes altres obres, de les següents:
- El luchador romano (1928)
- Andaluzas (1931)
- Despertar sensual (1935)
- Juan Simón (1935)
- Perfum d'estiu (1935)
- La carta (1935)
- Fusilamiento en masa. Julio 1936 (1937)
- Lucrecia di Baccio del Fede, esposa d'Andrea del Sarto (1944)
- Retrato de doctor (1944)
- Lección de medicina (1944)
- Torrealta (1964)

i còpies de pintors clàssics famosos (El Grec, Rembrandt, Goya, etc.).